# Сердце (станция)
Се́рдце — станция (тип населённого пункта) в Великолукском районе Псковской области России. Входит в состав Шелковской волости.

## География
Расположена в юго-восточной части области, на юге волости, в 17 км к востоку по дорогам или в 6 км от восточной границы райцентра Великие Луки. К северу примыкает деревня Першино, к западу — хутор Жибоедово (Алексеевская волость, Локнянский район). В населенном пункте расположена одноименная железнодорожная станция Октябрьской железной дороги.

## Население
| 2001 | 2002 | 2010 |
| ---- | ---- | ---- |
| 35   | ↘21  | ↗25  |

Численность населения деревни по состоянию на начало 2001 года составляла 35 жителей.

## Инфраструктура
Путевое хозяйство участка железной дороги Великие Луки — Кунья — Западная Двина. Действует железнодорожная станция Сердце, Першинская школа.

## Транспорт
Автомобильный и железнодорожный транспорт.
Дорога регионального значения 58К-059. Остановка общественного транспорта «Школа».